# Walter Tull
Pour les articles homonymes, voir Tull.
Walter Daniel John Tull (né le 28 avril 1888 à Folkestone au Royaume-Uni et mort le 25 mars 1918 près de Favreuil) est un footballeur professionnel anglais et officier de l'armée britannique d'origine afro-caribéenne. Il a joué en tant qu'attaquant et milieu de terrain pour Clapton F.C, Tottenham Hotspur et Northampton Town. Il fut le troisième métis à jouer dans la première division de la Ligue de football anglaise après Arthur Wharton et Willie Clarke. Il est également le premier joueur noir à signer pour Rangers FC en 1917 alors qu'il était élève-officier basé en Écosse.
Pendant la Première Guerre mondiale, il est l'un des premiers officiers d'infanterie d'origine métis à servir dans un régiment régulier de l'armée britannique.
Tull a servi dans le Middlesex Regiment, formé de deux bataillons de footballeurs. Il est nommé sous- lieutenant le 30 mai 1917 et mort au combat le 25 mars 1918.

## Jeunesse
Tull, né à Folkestone dans le Kent est le fils du charpentier barbadien Daniel Tull et d'Alice Elizabeth Palmer, née dans le Kent. Son grand-père paternel était esclave à la Barbade. Sa grand-mère maternelle anglaise était originaire du Kent.

## Première Guerre mondiale
Après le déclenchement de la Première Guerre mondiale en août 1914, Tull est le premier joueur de Northampton Town à s'enrôler dans l'armée britannique, en décembre de la même année. Tull sert dans les deux bataillons de footballer du Middlesex Regiment - les 17e et 23e - et aussi dans le 5e bataillon. Il accède au rang de lance-sergent (équivalent au grade de caporal dans les armées du Commonwealth) et participe à la bataille de la Somme en 1916.
Lorsque Tull est nommé sous-lieutenant le 30 mai 1917, il devient l'un des premiers officiers d'infanterie métis dans un régiment régulier de l'armée britannique, Allan Noel Minns, DSO, MC, fut enrôlé dans le Royal Army Medical Corps en septembre 1914, George Bemand  fut enrolé dans l'artillerie de campagne en 1915, bien que sur son formulaire d'attestation, il se catégorise comme étant de «pure descendance européenne»; et David Clemetson fut enrolé dans le Pembroke Yeomanry territorial en octobre 1915. À l'époque, le manuel de loi militaire de 1914 ne permet pas aux soldats britanniques qui ne sont pas «nés ou naturalisés d'origine européenne pure» de devenir des officiers de réserve.
Tull combat avec le 23e Battalion sur le front italien du 30 novembre 1917 au début mars 1918.  Il est félicité pour sa «bravoure et son sang-froid» par le major-général Sydney Lawford, officier général commandant la 41e division dans une lettre de condoléances à sa famille pour avoir conduit 26 hommes lors d'un raid de nuit, traversant les rapides de la rivière Piave en territoire ennemi et en revenant indemne [réf. nécessaire]. Le commandant du 23e Bataillon, le Major Poole et son collègue le lieutenant Pickard ont tous deux dit que Tull avait été nommé pour une Croix Militaire. Pickard écrit "il avait été recommandé pour la Croix militaire et l'a certainement méritée." . Le ministère de la Défense n'a aucun dossier de recommandation  mais de nombreux dossiers sont perdus dans un incendie de 1940. Cela aurait été contre les règlements de l'armée[réf. nécessaire] pour les officiers en service d'informer le plus proche parent d'un officier qu'il avait été recommandé pour une décoration et refusé ; c'était une infraction de cour martiale[réf. à confirmer].
Tull et le 23e Battalion reviennent dans le nord de la France le 8 mars 1918. Il est mort au combat près du village de Favreuil dans le Pas-de-Calais le 25 mars lors de la première bataille de Bapaume, une des premières étapes de l' offensive de printemps de l' armée allemande. Son corps n'est jamais retrouvé, malgré les efforts, entre autres, du soldat Tom Billingham, un ancien gardien de but de Leicester City pour le ramener à la position britannique sous les tirs.

## Mémoire
Dans l'histoire des footballeurs métis en Grande-Bretagne, Tull figure aux côtés de Robert Walker de Third Lanark A.C., Andrew Watson, un amateur qui fut le premier joueur de football international noir à obtenir sa première sélection pour l'Écosse en 1881, Arthur Wharton, un gardien de but pour Darlington FC qui fut le premier joueur professionnel métis en 1889, John Walker of Hearts of Midlothian F.C. et Lincoln City F.C. décédé à l'âge de 22 ans, les frères anglo-indiens Cother, Edwin et John ont commencé leur carrière à Watford FC en 1898 et WG Clarke qui joua pour Aston Villa F.C. et Bradford City à l' époque édouardienne.
En 2006, des militants, dont le député  de Northampton South, Brian Binley, et Phil Vasili, qui a fait des recherches sur Tull depuis le début des années 1990, appellent à ériger une statue en son honneur à Douvres et à lui décerner à titre posthume la Croix militaire,. Cependant, la Croix militaire ne peut pas être décernée à titre posthume avant 1979. Les militants ont estimé que cela serait justifié étant donné que l'armée a enfreint les règles[Information douteuse] en accordant à Tull un grade à un moment où l'armée manquait cruellement d'officiers. S'il avait été recommandé pour une croix militaire, la médaille aurait reconnu son statut d'officier d'origine non européenne ce qui aurait pu conduire à la mise en service d'un plus grand nombre d'officiers métis[réf. à confirmer] .

### Hommages

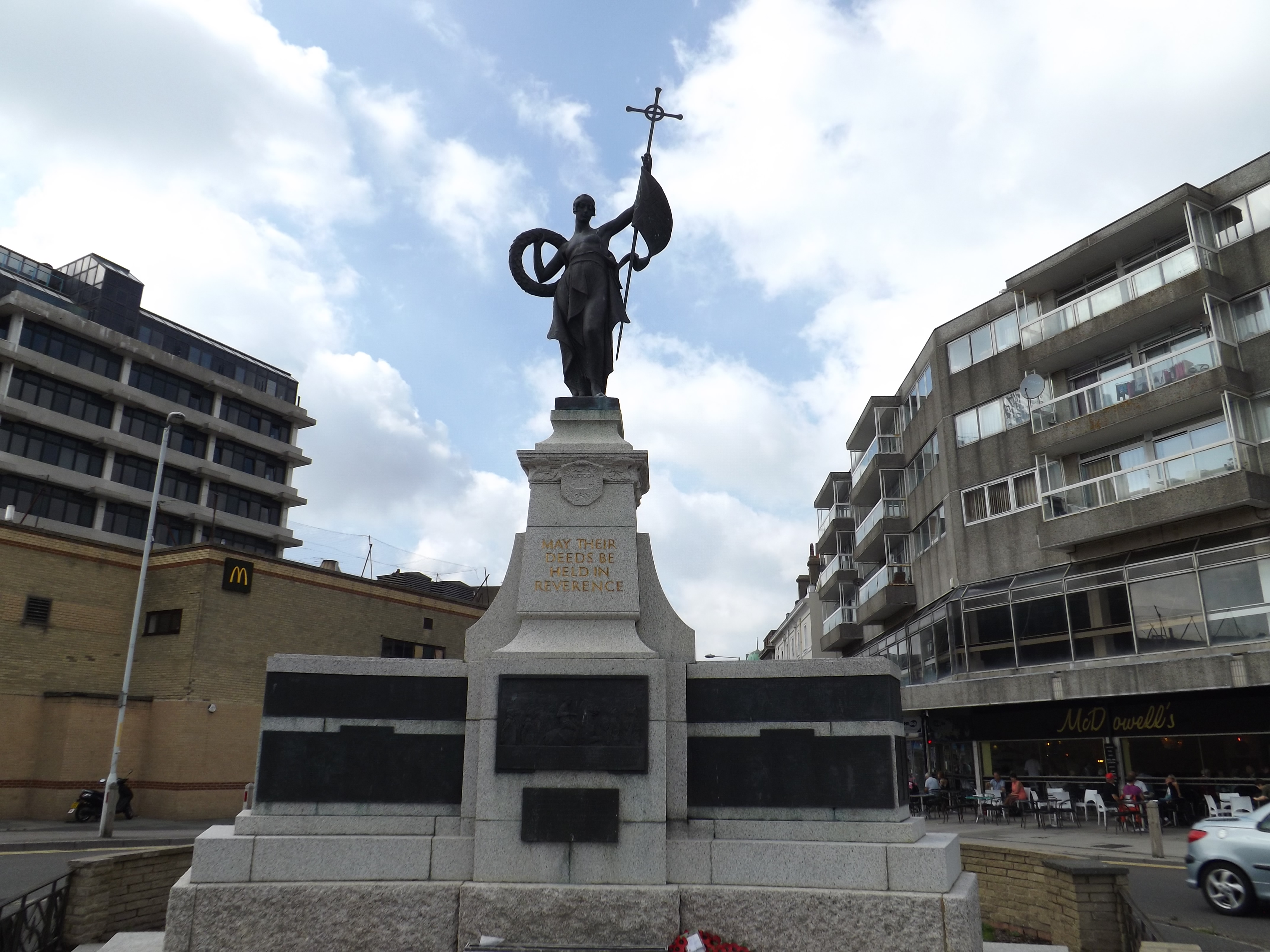
Mémorial de la guerre de Folkestone

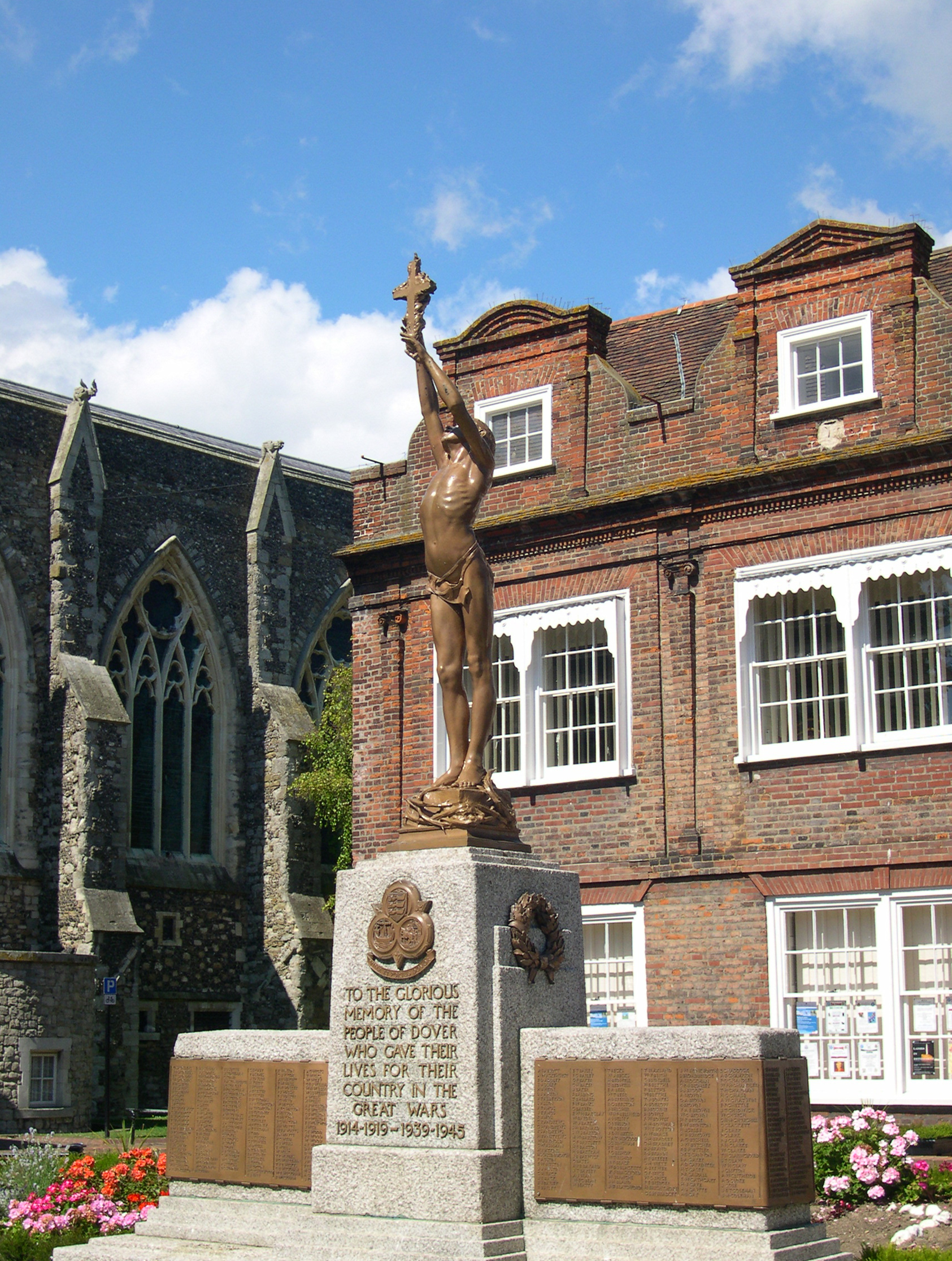
Mémorial de la guerre de Douvres

Tull est présent baie 7 du Mémorial d'Arras  qui commémore 34 785 soldats sans tombe connue et décédés dans le secteur d'Arras.
Le nom de Tull apparaît sur le monument aux morts de l’école North Board School à Folkestone, inauguré le 29 avril 1921. Il est nommé sur le monument aux morts de Folkestone et de Douvres.
La Monnaie royale britannique inclut une pièce de 5 £ en l'honneur de Tull parmi un ensemble de six pièces sur la Première Guerre mondiale, sorti en 2014.
En septembre 2018, pour marquer le centenaire de la fin de la Première Guerre mondiale, la Royal Mail produit une série de timbres, dont l'un représente Tull.
En octobre 2020, dans le cadre du Mois de l'histoire des Noirs, la Royal Mail a peint une boîte aux lettres en noir à Glasgow pour honorer Tull.

## Remarques
1. ↑  Nathaniel Wells le fils d'un propriétaire de plantation blanche et d'un esclave noir, a reçu un grade de Yeomanry en 1818
2. ↑  Cependant, Allan Noel Minns, lui aussi né au Royaume-Uni et de descendance afro-caribéenne, fut décoré de la DSO et de la croix militaire